# Gehrung

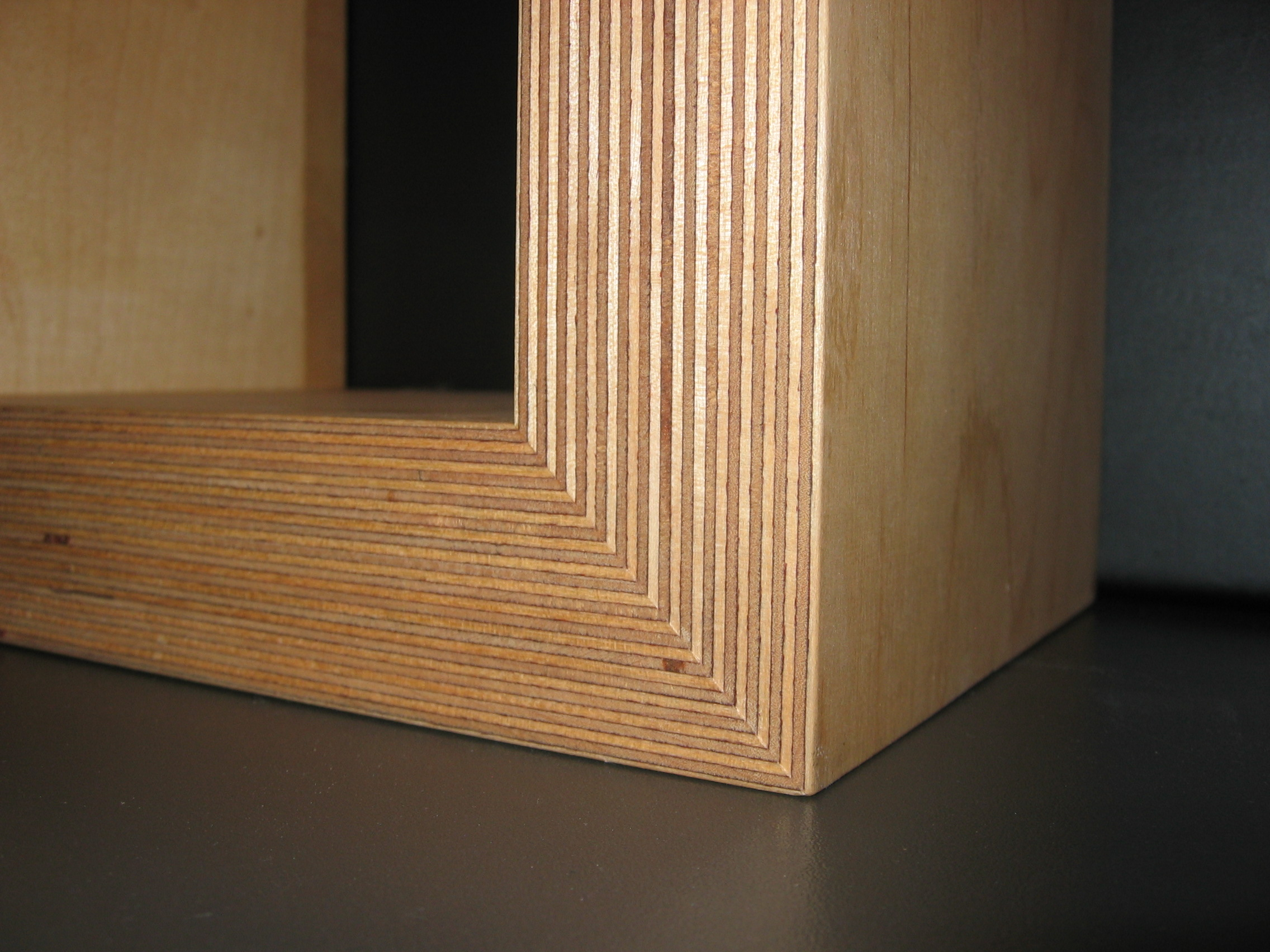
40-mm-Birke-Multiplex-Platte mit 90°-Winkel und 45°-Gehrung

Als Gehrung bezeichnet man die Eckverbindung zweier in einem Winkel aufeinanderstoßender länglicher Werkteile. In den meisten Fällen ist die Gehrung dabei die Winkelhalbierende des Winkels, mit dem die Teile fixiert werden. Dadurch passen beide Schnittflächen genau aufeinander, was insbesondere bei Profilleisten einen stufenlosen Übergang zwischen den Stücken ergibt. Sind zwei Leisten eines Bilderrahmens in einem Winkel von 90° angeordnet, so wird die Gehrung durch einen Schnitt von 45° an den Enden der Leisten gebildet. 
Der Vorteil dieser Verbindungstechnik liegt darin, dass die Kontakt- und Verbindungsflächen vergrößert werden, was die Stabilität der Verbindung der beiden Werkstücke erhöht. Außerdem fällt die Stoßfuge beider Werkteile auf eine Kante und tritt dadurch weniger in Erscheinung. 
Ein Gehrmaß erleichtert das Anzeichnen einer 45°-Gehrung, eine Gehrungssäge die Einhaltung des richtigen Winkels. Gehrungsklammern fixieren den Winkel während der Klebung.

## Falsche Gehrung

„Falsche Gehrung“

Wenn zwei Werkstücke mit ungleicher Stärke oder Breite d rechtwinklig durch eine Gehrung miteinander verbunden werden sollen, entsteht eine sogenannte „falsche Gehrung“. Diese ist dadurch gekennzeichnet, dass die beiden entstehenden Winkel unterschiedlich groß sind. Dies kommt im Architekturmodellbau vor, wenn eine rechteckige Eckverbindung zweier ungleich starker Wände gebaut werden soll. 
Ist {\displaystyle d_{1}<d_{2}}, dann gilt für den Winkel {\displaystyle \alpha _{1}} des dünneren Werkstücks:
{\displaystyle \alpha _{1}=\arctan \left({\frac {d_{1}}{d_{2}}}\right)}
und entsprechend für das dickere Stück:
{\displaystyle \alpha _{2}=\arctan \left({\frac {d_{2}}{d_{1}}}\right)}.
Zu {\displaystyle \arctan } siehe Arkustangens.

## Achtkante
Mit Achtkante wurde ein Gehrungsmaß bezeichnet, das bei der Zurichtung von Holzteilen für ein regelmäßiges Achteck Anwendung fand. Die Winkel der Gehrung betrugen 112 ½° für den größeren und 67 ½° für den kleineren Winkel. Die übliche Gehrung hatte 45° und 135°.